# Arquebisbat de Yucatán
L'Arquebisbat del Yucatán (castellà: Archidiócesis del Yucatán; llatí: Archidioecesis Yucatanensis) és una seu metropolitana de l'Església Catòlica a Mèxic, que pertany a la regió eclesiàstica Sud-est. El 2010 tenia 1.743.000 batejats sobre una població d'1.990.000 habitants. Actualment està regida per l'arquebisbe Gustavo Rodríguez Vega.

## Territori
L'arxidiòcesi comprèn íntegrament l'estat mexicà del Yucatán.
La seu arxiepiscopal és la ciutat de Mérida, on es troba la catedral metropolitana de Sant Ildefons.
El territori s'estén sobre 39.430 km² i està dividit en 103 parròquies.

### Sufragànies
L'arxidiòcesi té les següents diòcesis sufragànies:
- el bisbat de Campeche,
- la prelatura territorial de Cancún-Chetumal,
- el bisbat de Tabasco

## Història
Hi ha la llegenda que, abans de l'arribada dels espanyols a Mèxic, el cristianisme va ser predicat a la península del Yucatán per Quetzacoatl. El Yucatán va ser la primera regió del territori mexicà que rebé el cristianisme al segle xvi; és allà on se celebrà la primera missa. Es diu que el 1517 Francisco Hernández de Córdoba, el descobridor i explorador de la regió, fundà la primera parròquia.
El papa Lleó X, creient que aquelles terres eren una illa, mitjançant la butlla Sacri apostolatus ministerio del 24 de gener de 1518 creà la primera diòcesi de Yucatán, anomenada "Carolense", i posant-la sota la protecció de la Mare de Déu del Remei. Posteriorment, el 13 d'octubre de 1525 la seu va ser transferida a Tlaxcala, i el 6 de juny de 1543 a Puebla.
Prenent el territori d'aquesta diòcesi, ara sota el nom de diòcesi de Tlaxcala i avui com a arquebisbat de Puebla de los Ángeles, s'erigí la diòcesi de Yucatán el 19 de novembre de 1561. Originàriament era sufragània de l'arquebisbat de Ciutat de Mèxic.
Quan es va descobrir que el Yucatán formava part del continent que Hernán Cortés estava conquerint, el Papa Climent VII realitzà certes modificacions, i el frare dominic Julián Garcés va ser traslladat de la seu del Yucatán a la de Tlaxcala, però quan hi arribà els espanyols ja havien abandonat la conquesta. El primer bisbe resident va ser Francisco Toral, un frare franciscà que va prendre possessió el 15 d'agost de 1562, un any després del seu nomenament; el qual va assistir al primer i al segon Consells Provincials mexicans.
Marcos de Torres y Rueda, el dotzè bisbe (1647), a causa de les dissensions entre Juan de Palafox y Mendoza, bisbe de Puebla i el Virrei García Sarmiento de Sotomayor, 2n comte de Salvatierra, va ser nomenat Virrei de Nova Espanya i ocupà el càrrec el 13 de maig de 1648, morint a la capital el 22 d'abril de 1649.
Juan Gómez de Parada, el vintè bisbe, governà les diòcesis de Yucatán, Guatemala i Guadalajara amb gran èxit. El seu successor, Ignacio Castorena y Ursúa, va fundar el primer diari publicat a Mèxit. José María Guerra, el trenta-cinquè bisbe (mort el 1863), va viure durant la famosa Guerra de Castes, que va arruïnar gairebé tot el Yucatán. Va ser a instàncies de Leandro Rodríguez de la Gala, el seu successor, que el 25 de maig de 1880 cedí part del seu territori per tal que s'erigís el bisbat de Tabasco.
La província i vicariat de Petén, situats a Guatemala, que eclesiàsticament pertanyien a Yucatán, esdevingueren part de la seu de Guatemala. Creient que la colònia de Belize estava sota la seva dependència, el bisbe hi envià missioners el 1864: aquesta terra, però, havia estat sota l'administració de preveres enviats des del Vicariat Apostòlic de Jamaica des de 1837.
La diòcesi de Yucatán va ser sufragània de Mèxic fins al 23 de juny de 1891, en passà a formar part de la província eclesiàstica de l'arquebisbat d'Antequera, i passà a formar part de la nova arxidiòcesi d'Oaxaca.
El 1895 cedí una nova porció de territori per tal que s'erigís el bisbat de Campeche.
L'11 de novembre de 1906 va ser elevada al rang d'arxidiòcesi metropolitana
El 23 de maig de 1970 cedí una nova part del seu territori per tal que s'erigís la prelatura territorial de Chetumal (avui Prelatura territorial de Cancún-Chetumal).

## Cronologia episcopal
- Francisco del Toral, O.F.M. † (19 de novembre de 1561 - 20 d'abril de 1571, mort)
- Diego de Landa, O.F.M. † (17 d'octubre de 1572 - 29 d'abril de 1579, mort)
- Gregorio de Montalvo Olivera, O.P. † (15 de desembre de 1580 - 16 de novembre de 1587, nomenat bisbe de Cusco)
- Juan de Izquierdo, O.F.M. † (13 de juny de 1590 - 17 de novembre de 1602, mort)
- Diego Vázquez de Mercado † (5 de novembre de 1603 - 28 de març de 1608, nomenat bisbe de Manila)
- Gonzalo de Salazar, O.S.A. † (2 de juny de 1608 - 3 d'agost de 1636, mort)
- Juan Alonso y Ocón † (14 de juny de 1638 - 31 d'agost de 1643, nomenat bisbe de Cusco)
- Andrés Fernandez de Ipenza † (5 d'octubre de 1643 - 24 d'octubre de 1643, mort)
- Marcos de Torres y Rueda † (12 de maig de 1644 - 22 d'abril de 1649, mort)
- Domingo de Villaescusa y Ramírez de Arellano, O.S.H. † (2 de desembre de 1651 - 2 de juliol de 1652, mort)
- Luís de Cifuentes y Sotomayor, O.P. † (11 de novembre de 1657 - 18 de maig de 1676, mort)
- Juan de Escalante Turcios y Mendoza † (20 de març de 1677 - 31 de maig de 1681, mort)
- Juan Cano Sandoval † (17 de desembre de 1682 - 20 de febrer de 1695, mort)
- Antonio de Arriaga y Agüero, O.S.A. † (18 d'abril de 1696 - 24 de novembre de 1698, mort)
- Pedro de los Reyes Ríos de la Madrid, O.S.B. † (11 de març de 1700 - 6 de gener de 1714, mort)
- Juan Leandro Gómez de Parada Valdez y Mendoza † (7 de desembre de 1715 - 14 de desembre de 1728, nomenat bisbe de Guatemala)
- Juan Ignacio de Castorena y Ursúa y Goyeneche † (6 de juliol de 1729 - 13 de juliol de 1733, mort)
- Francisco Pablo Matos Coronado † (1734 - 2 de gener de 1741)
- Mateo de Zamora y Penagos, O.F.M. † (6 de març de 1741 - 9 d'agost de 1744, mort)
- Francisco de San Buenaventura Martínez de Tejada y Díez de Velasco, O.F.M. † (23 d'agost de 1745 - 20 de desembre de 1751, nomenat bisbe de Guadalajara)
- Juan José de Eguiara y Eguren † (24 de gener de 1752 - 6 de juliol de 1752, renuncià)
- Ignacio Padilla Estrada, O.S.A. † (28 de maig de 1753 - 20 de juliol de 1760, mort)
- Antonio Alcalde y Barriga, O.P. † (25 de gener de 1762 - 19 d'agost de 1771, nomenat bisbe de Guadalajara)
- Diego Bernardo de Peredo y Navarrete † (22 de juny de 1772 - 21 de març de 1774, mort)
- Antonio Caballero y Góngora † (11 de setembre de 1775 - 14 de desembre de 1778, nomenat arquebisbe de Santafé en Nueva Granada)
- Luis Tomás Esteban de Piña y Mazo, O.S.B. † (12 de juliol de 1779 - 22 de novembre de 1795, mort)
- Pedro Agustín Estévez y Ugarte † (24 de juliol de 1797 - 8 de maig de 1827, mort)
  - Sede vacante (1827-1832)
- José María Guerra y Rodríguez Correa † (17 de desembre de 1832 - 3 de febrer de 1863, mort)
  - Sede vacante (1863-1868)
- Leandro Rodríguez de la Gala y Enríquez † (22 de juny de 1868 - 15 de febrer de 1887, mort)
- Crescencio Carrillo y Ancona † (15 de febrer de 1887 - 19 de març de 1897, mort)
- José Guadalupe de Jesús de Alba y Franco, O.F.M. † (28 de desembre de 1898 - 14 de desembre de 1899, nomenat bisbe de Zacatecas)
- Martín Tritschler y Córdoba † (28 de juliol de 1900 - 20 de juny de 1941, mort)
- Fernando Ruiz y Solózarno † (22 de gener de 1944 - 15 de maig de 1969, mort)
- Manuel Castro Ruiz † (20 settembre 1969 - 15 de març de 1995, retirat)
- Emilio Carlos Berlie Belaunzarán (15 de març de 1995 - 1 de juny de 2015, retirat)
- Gustavo Rodríguez Vega, des de l'1 de juny de 2015

## Estadístiques
A finals del 2010, l'arxidiòcesi tenia 1.743.000 batejats sobre una població d'1.990.000 persones, equivalent al 87,6% del total.
| any  | població  | població  | població | sacerdots | sacerdots       | sacerdots       | sacerdots             | diàques | religiosos | religiosos | parroquies |
| ---- | --------- | --------- | -------- | --------- | --------------- | --------------- | --------------------- | ------- | ---------- | ---------- | ---------- |
| any  | batejats  | total     | %        | total     | clergat secular | clergat regular | batejats por sacerdot | diàques | homes      | dones      |            |
| 1965 | 637.000   | 700.000   | 91,0     | 150       | 118             | 32              | 4.246                 |         | 59         | 225        | 59         |
| 1970 | 690.000   | 756.686   | 91,2     | 147       | 121             | 26              | 4.693                 |         | 40         | 265        | 71         |
| 1976 | 920.000   | 1.005.905 | 91,5     | 156       | 129             | 27              | 5.897                 |         | 44         | 224        | 72         |
| 1980 | 991.000   | 1.024.000 | 96,8     | 148       | 123             | 25              | 6.695                 | 1       | 38         | 260        | 82         |
| 1990 | 1.334.871 | 1.570.437 | 85,0     | 171       | 140             | 31              | 7.806                 | 5       | 57         | 273        | 87         |
| 1999 | 1.438.985 | 1.637.911 | 87,9     | 199       | 158             | 41              | 7.231                 | 12      | 58         | 340        | 91         |
| 2000 | 1.407.459 | 1.645.000 | 85,6     | 204       | 159             | 45              | 6.899                 | 16      | 58         | 412        | 92         |
| 2001 | 1.467.459 | 1.655.707 | 88,6     | 199       | 156             | 43              | 7.374                 | 16      | 90         | 393        | 95         |
| 2002 | 1.517.252 | 1.720.825 | 88,2     | 200       | 155             | 45              | 7.586                 | 16      | 80         | 505        | 95         |
| 2003 | 1.521.937 | 1.785.054 | 85,3     | 212       | 168             | 44              | 7.178                 | 18      | 112        | 77         | 95         |
| 2004 | 1.609.060 | 1.838.605 | 87,5     | 219       | 169             | 50              | 7.347                 | 24      | 79         | 520        | 100        |
| 2010 | 1.743.000 | 1.990.000 | 87,6     | 210       | 161             | 49              | 8.300                 | 32      | 109        | 487        | 103        |